# 갈산초등학교
갈산초등학교는 대한민국 충청남도 홍성군에 있는 초등학교다.

## 학교 연혁
- 1917년 5월 23일 갈산공립보통학교 4년제로 개교
- 1947년 4월 1일 갈산국민학교로 개청
- 1957년 6월 1일 가곡초등학교 분리
- 1966년 3월 4일 광성초등학교 분리
- 1982년 3월 9일 병설유치원 1학급 편성
- 1995년 3월 1일 가곡분교장 인수
- 2007년 3월 1일 가곡분교장 통폐합
- 2009년 9월 1일 용호초등학교 통폐합
- 2015년 3월 1일 광성초등학교 통폐합
- 2017년 1월 10일 제97회 졸업(연인원 8,768명)
- 2018년 3월 1일 7학급 편성(특수학급1)